# Intet er nytt under solen
Chansons représentant la Norvège au Concours Eurovision de la chanson
Karusell
(1965) Dukkemann
(1967)
Singles de Åse Kleveland
Dovre-slow
(1965) The House of the Rising Sun
(1966)

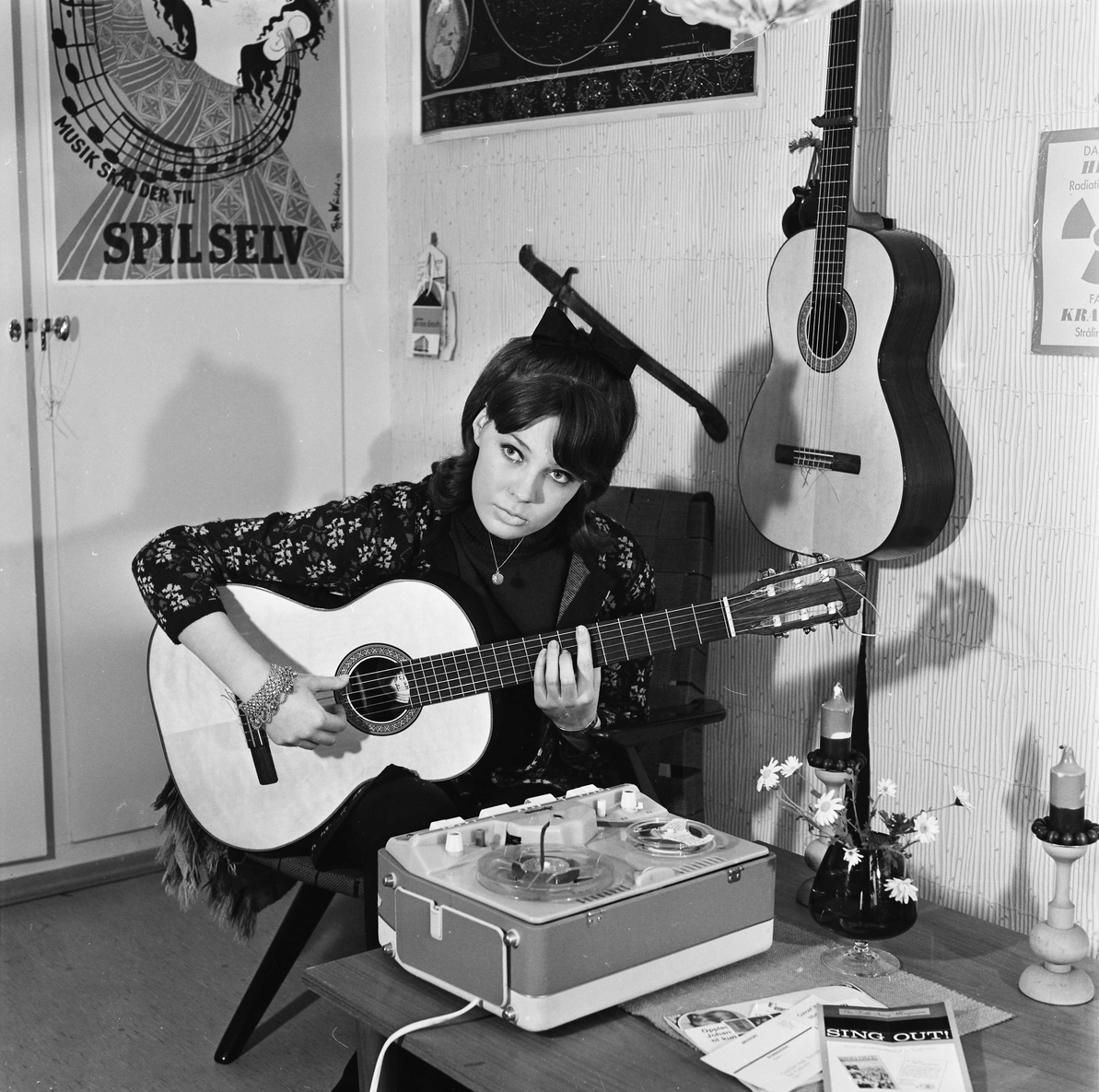
Åse Kleveland en 1966.

Intet er nytt under solen (« Rien de nouveau sous le soleil ») est une chanson écrite par Arne Bendiksen et interprétée par la chanteuse suédo-norvégienne Åse Kleveland sortie en 45 tours en 1966.
C'est la chanson qui représente la Norvège au Concours Eurovision de la chanson 1966.
Elle a également été enregistré par Åse Kleveland dans des versions en allemand et en suédois sous les titres Alles war schon einmal da (« Tout était déjà là ») et Intet är nytt under solen respectivement.

## À l'Eurovision

### Sélection
Le 5 février 1966, ayant remporté le Melodi Grand Prix 1966, la chanson Intet er nytt under solen est sélectionnée pour représenter la Norvège au Concours Eurovision de la chanson 1966 le 5 mars à Luxembourg.

### À Luxembourg
La chanson est intégralement interprétée en norvégien, langue officielle de la Norvège, comme l'impose la règle de 1966 à 1972. L'orchestre est dirigé par Øivind Bergh (en).
Intet er nytt under solen est la sixième chanson interprétée lors de la soirée du concours, suivant Brez besed de Berta Ambrož pour la Yougoslavie et précédant Playboy d'Ann Christine pour la Finlande.
À l'issue du vote, elle obtient 15 points et se classe 3e sur 18 chansons,, c'est alors le meilleur résultat de la Norvège à l'Eurovision avant que les Bobbysocks remportent le Concours Eurovision de la chanson 1985 avec La det swinge.

## Liste des titres
| A1. | Intet er nytt under solen | Arne Bendiksen | 1:38 |
| A2. | Gi meg fri                | Arne Bendiksen | 2:20 |

## Historique de sortie
| Pays      | Titre                     | Date | Format   | Label   |
| --------- | ------------------------- | ---- | -------- | ------- |
| Norvège,  | Intet er nytt under solen | 1966 | 45 tours | Polydor |
| Allemagne | Alles war schon einmal da | 1966 | 45 tours | Polydor |
| Suède     | Intet är nytt under solen | 1966 | 45 tours | Polydor |